# Campionato sudamericano per club 2023 (pallavolo femminile)
Il campionato sudamericano per club 2023, 15ª edizione del campionato sudamericano per club di pallavolo femminile, si è svolto dal 10 al 14 maggio 2023 a Uberlândia, in Brasile: al torneo hanno partecipato sette squadre di club sudamericane e la vittoria finale è andata per la seconda volta al Praia Clube.

## Impianti
|                                                                                        |  |  |
|                                                                                        |  |  |
| Ginásio Oranides Borges do Nascimento Città: Uberlândia Capienza: - Anno d'apertura: - |  |  |

## Regolamento

### Formula
La formula ha previsto:
- Fase a gironi, disputata con girone all'italiana: le prime due classificate di ogni girone hanno acceduto alla fase finale per il primo posto, mentre l'ultima classificata del girone A e la terza classificata del girone B hanno acceduto alla finale per il quinto posto.
- Fase finale, disputata con:
  - Finale per il quinto posto.
  - Semifinali, finale per il terzo posto e finale.

### Criteri di classifica
Se il risultato finale è stato di 3-0 o 3-1 sono stati assegnati 3 punti alla squadra vincente e 0 a quella sconfitta, se il risultato finale è stato di 3-2 sono stati assegnati 2 punti alla squadra vincente e 1 a quella sconfitta.
L'ordine del posizionamento in classifica è stato definito in base a:
- Punti;
- Numero di partite vinte;
- Ratio dei set vinti/persi;
- Ratio dei punti realizzati/subiti.

## Squadre partecipanti
| Squadra        | Qualificazione                                                |
| -------------- | ------------------------------------------------------------- |
| Club Olympic   | Vincitrice Liga Superior Femenina del Voleibol Boliviano 2022 |
| Bauru          | 3ª in Superliga Série A 2021-22                               |
| Minas          | Vincitrice Superliga Série A 2021-22                          |
| Praia Clube    | Squadra organizzatrice                                        |
| Boston College | Vincitrice Liga Nacional de Voleibol 2022                     |
| Regatas Lima   | Vincitrice Liga Nacional Superior de Voleibol 2022-23         |
| Juan Ferreira  | Vincitrice Liga Uruguaia de Voleibol 2022                     |

## Torneo

### Fase a gironi
| Girone A       | Girone B      |
| -------------- | ------------- |
| Praia Clube    | Club Olympic  |
| Boston College | Bauru         |
| Regatas Lima   | Minas         |
| -              | Juan Ferreira |

#### Girone A

##### Risultati
| 10 maggio 2023 Ginásio do Nascimento, Uberlândia Durata: ? - Spettatori: ? | Praia Clube  | 3 - 0 | Boston College | 25-21, 25-16, 25-17               |
| 11 maggio 2023 Ginásio do Nascimento, Uberlândia Durata: ? - Spettatori: ? | Praia Clube  | 3 - 1 | Regatas Lima   | 25-14, 24-26, 25-14, 25-10        |
| 12 maggio 2023 Ginásio do Nascimento, Uberlândia Durata: ? - Spettatori: ? | Regatas Lima | 3 - 2 | Boston College | 23-25, 23-25, 25-13, 25-14, 17-15 |

##### Classifica
| Pos. | Squadra        | Pt | G | V | P | SV | SP | Ratio | PF  | PS  | Ratio |
| ---- | -------------- | -- | - | - | - | -- | -- | ----- | --- | --- | ----- |
| 1.   | Praia Clube    | 6  | 2 | 2 | 0 | 6  | 1  | 6,000 | 174 | 118 | 1,474 |
| 2.   | Regatas Lima   | 2  | 2 | 1 | 1 | 4  | 5  | 0,800 | 177 | 191 | 0,926 |
| 3.   | Boston College | 1  | 2 | 0 | 2 | 2  | 6  | 0,333 | 146 | 188 | 0,776 |

      Qualificata alle semifinali per il primo posto.
      Qualificata alla finale per il quinto posto.

#### Girone B

##### Risultati
| 10 maggio 2023 Ginásio do Nascimento, Uberlândia Durata: ? - Spettatori: ? | Bauru         | 3 - 0 | Juan Ferreira | 25-10, 25-5, 25-5          |
| 10 maggio 2023 Ginásio do Nascimento, Uberlândia Durata: ? - Spettatori: ? | Minas         | 3 - 0 | Club Olympic  | 25-14, 25-10, 25-10        |
| 11 maggio 2023 Ginásio do Nascimento, Uberlândia Durata: ? - Spettatori: ? | Juan Ferreira | 1 - 3 | Club Olympic  | 14-25, 13-25, 25-19, 13-25 |
| 11 maggio 2023 Ginásio do Nascimento, Uberlândia Durata: ? - Spettatori: ? | Minas         | 3 - 0 | Bauru         | 25-22, 25-22, 25-23        |
| 12 maggio 2023 Ginásio do Nascimento, Uberlândia Durata: ? - Spettatori: ? | Bauru         | 3 - 0 | Club Olympic  | 25-11, 25-6, 25-12         |
| 12 maggio 2023 Ginásio do Nascimento, Uberlândia Durata: ? - Spettatori: ? | Minas         | 3 - 0 | Juan Ferreira | 25-8, 25-19, 25-4          |

##### Classifica
| Pos. | Squadra       | Pt | G | V | P | SV | SP | Ratio | PF  | PS  | Ratio |
| ---- | ------------- | -- | - | - | - | -- | -- | ----- | --- | --- | ----- |
| 1.   | Minas         | 9  | 3 | 3 | 0 | 9  | 0  | MAX   | 225 | 132 | 1,704 |
| 2.   | Bauru         | 6  | 3 | 2 | 1 | 6  | 3  | 2,000 | 217 | 126 | 1,722 |
| 3.   | Club Olympic  | 3  | 3 | 1 | 2 | 3  | 7  | 0,428 | 159 | 215 | 0,739 |
| 4.   | Juan Ferreira | 0  | 3 | 0 | 3 | 1  | 9  | 0,111 | 113 | 244 | 0,463 |

      Qualificata alle semifinali per il primo posto.
      Qualificata alla finale per il quinto posto.

### Fase finale

#### Finale 1º e 3º posto
|  | Semifinali | Semifinali   | Semifinali |       |    | Finale          | Finale          | Finale          |  |
|  |            |              |            |       |    |                 |                 |                 |  |
|  | 1A         | Praia Clube  | 3          |       |    |                 |                 |                 |  |
|  | 1A         | Praia Clube  | 3          |       |    |                 |                 |                 |  |
|  | 2B         | Bauru        | 0          |       |    |                 |                 |                 |  |
|  | 2B         | Bauru        | 0          |       | 1A | Praia Clube     | 3               |                 |  |
|  |            |              |            |       | 1A | Praia Clube     | 3               |                 |  |
|  |            |              | 1B         | Minas | 2  |                 |                 |                 |  |
|  | 1B         | Minas        | 1B         | Minas | 2  | 3               |                 |                 |  |
|  | 1B         | Minas        |            |       |    | 3               |                 |                 |  |
|  | 2A         | Regatas Lima | 0          |       |    | Finale 3º posto | Finale 3º posto | Finale 3º posto |  |
|  | 2A         | Regatas Lima | 0          |       |    |                 |                 |                 |  |
|  |            |              |            |       |    |                 |                 |                 |  |
|  |            |              |            |       |    | 2B              | Bauru           | 3               |  |
|  |            |              |            |       |    | 2B              | Bauru           | 3               |  |
|  |            |              |            |       |    | 2A              | Regatas Lima    | 0               |  |

##### Semifinali
| 13 maggio 2023 Ginásio do Nascimento, Uberlândia Durata: ? - Spettatori: ? | Minas       | 3 - 0 | Regatas Lima | 25-19, 25-17, 25-18 |
| 13 maggio 2023 Ginásio do Nascimento, Uberlândia Durata: ? - Spettatori: ? | Praia Clube | 3 - 0 | Bauru        | 25-16, 25-14, 25-19 |

##### Finale 3º posto
| 14 maggio 2023 Ginásio do Nascimento, Uberlândia Durata: ? - Spettatori: ? | Bauru | 3 - 0 | Regatas Lima | 25-20, 25-15, 25-22 |

##### Finale
| 14 maggio 2023 Ginásio do Nascimento, Uberlândia Durata: ? - Spettatori: ? | Praia Clube | 3 - 2 | Minas | 25-16, 17-25, 27-25, 12-25, 15-11 |

#### Finale 5º posto
| 13 maggio 2023 Ginásio do Nascimento, Uberlândia Durata: ? - Spettatori: ? | Club Olympic | 1 - 3 | Boston College | 25-18, 21-25, 20-25, 15-25 |

## Classifica finale
| Pos | Squadre        | Qualificazione                    |
| --- | -------------- | --------------------------------- |
|     | Praia Clube    | Campionato mondiale per club 2023 |
|     | Minas          | Campionato mondiale per club 2023 |
|     | Bauru          |                                   |
| 4   | Regatas Lima   |                                   |
| 5   | Boston College |                                   |
| 6   | Club Olympic   |                                   |
| 7   | Juan Ferreira  |                                   |

## Premi individuali
| Premio                 | Nome               | Squadra      |
| ---------------------- | ------------------ | ------------ |
| MVP                    | Brayelin Martínez  | Praia Clube  |
| Miglior palleggiatrice | Danielle Lins      | Bauru        |
| Miglior opposto        | Kisy do Nascimento | Minas        |
| Miglior schiacciatrice | Brayelin Martínez  | Praia Clube  |
| Miglior schiacciatrice | Yonkaira Peña      | Minas        |
| Miglior centrale       | Jineiry Martínez   | Praia Clube  |
| Miglior centrale       | Thaísa de Menezes  | Minas        |
| Miglior libero         | Mirian Patiño      | Regatas Lima |